# Bureau of Intelligence and Research

Bureau of Intelligence and Research (INR, Biuro Wywiadu i Badań) – biuro Departamentu Stanu USA ds. wywiadu, analiz i prognoz politycznych, stanowi jego wewnętrzną komórkę. Kierowane jest przez dyrektora w randze podsekretarza stanu. Materiały dostarczane przez INR mają zazwyczaj charakter analizy bieżącej sytuacji na świecie, przeznaczonej na potrzeby Departamentu Stanu, niż tradycyjnych danych wywiadowczych.
Statut biura nakłada na nie zadania koordynacji badań przeznaczonych dla Departamentu Stanu, a nie prezydenta USA, co ogranicza jego kompetencje do gromadzenia potwierdzonych danych wywiadu zagranicznego, mających związek z kształtowaniem i realizacją polityki zagranicznej Stanów Zjednoczonych.
Utworzone we wrześniu 1945 roku przez prezydenta Harry’ego Trumana biuro zatrudniało początkowo oficerów wywiadu i analityków z Biura Służb Strategicznych (Office of Strategic Services, OSS). W początkowym okresie działalności biura sądzono, że przejmie ono po OSS rolę głównej agencji wywiadowczej Stanów Zjednoczonych. Jednak w trakcie reorganizacji amerykańskiego wywiadu prezydent Truman postanowił utworzyć agencję niezależną od administracji federalnej. Przyczyniło się to do utworzenia CIA i tym samym do umniejszenia roli INR.